# Nama

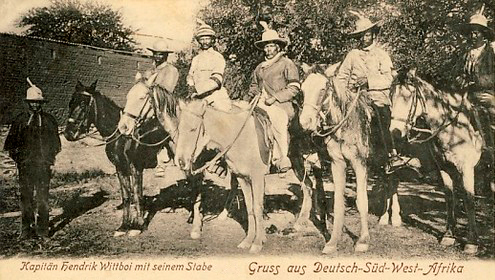
Nama - Capo Hendrik Witbooi (al centro) e dei suoi compagni

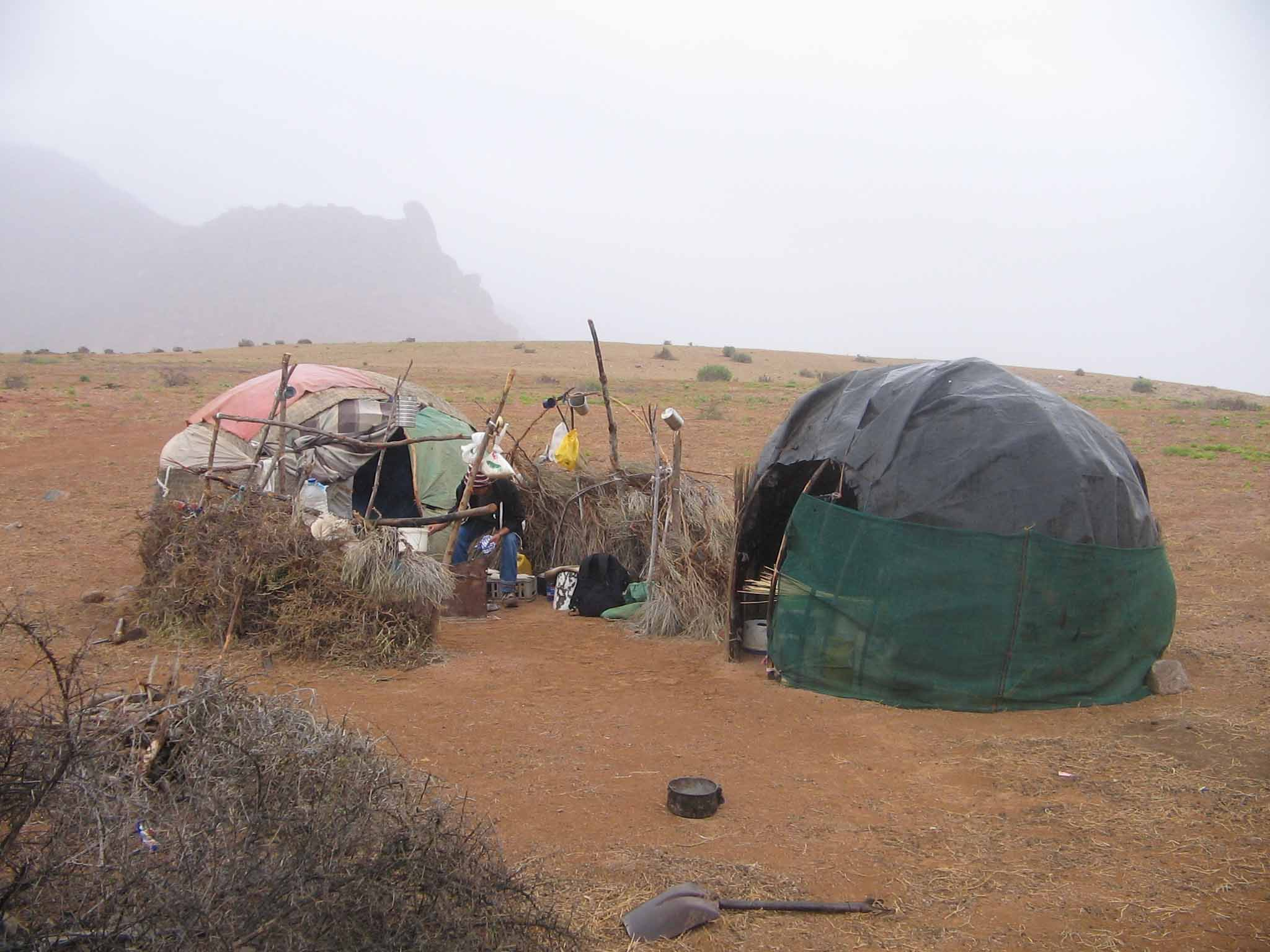
Capanne Nama.

I Nama o Namaqua ("popolo Nama") sono una popolazione di pastori diffusa in una regione detta Namaqualand, compresa fra Sudafrica, Namibia e Botswana. Rappresentano uno dei principali gruppi dell'etnia Khoikhoi. La lingua nama è la più diffusa delle lingue khoisan, ma la maggior parte dei Nama oggi parla afrikaans.
I Nama, che secondo alcuni sono i veri discendenti dei Khoikhoi, hanno molti tratti culturali, linguistici e somatici in comune con i San (boscimani). Per questo motivo i Nama vengono considerati parte del gruppo etnico esteso dei Khoisan.
Per migliaia di anni, le etnie Khoisan del Sudafrica e della Namibia meridionale hanno mantenuto uno stile di vita principalmente pastorale e nomade; allevano mandrie di capre e pecore, raccolgono legna per il fuoco e miele selvatico. A partire dagli anni venti, ovvero dopo la scoperta di giacimenti diamantiferi presso la foce del fiume Orange, la regione venne gradualmente colonizzata dagli europei, che ribattezzarono i Nama " ottentotti" (nome che indica generalmente i Khoisan). In un regime di apartheid, la popolazione pastorale venne gradualmente spinta a insediarsi stabilmente in villaggi.
Come nel caso dei San, i Nama hanno un pelle di colore chiaro, e generalmente sono esili e piccoli di statura. La loro lingua è caratterizzata, come tutte le lingue khoisan, dalla presenza di consonanti non polmonari, dette anche "clic".
I Nama in genere praticano una politica di possesso comune della terra. La musica, la poesia e la narrazione di storia sono tratti fondamentali della loro cultura, e molti racconti vengono tramandati oralmente da innumerevoli generazioni. Analogamente, il popolo Nama ha molti proverbi. Sono anche noti per le loro abilità artigianali, e in particolare per la lavorazione della pelle, i tappeti, gli strumenti musicali (per esempio flauti), gioielli, tazze di argilla, e tabacchiere fatte col carapace delle tartarughe. Le donne Nama usano ancora oggi abiti della tradizione vittoriana, che possono essere fatti risalire all'influenza dei missionari presenti nella regione nel XIX secolo.
Le antiche tradizioni Nama oggi sopravvivono soprattutto nel Richtersveld National Park, all'interno del Namaqualand, che è anche una delle poche zone in cui si può ancora sentir parlare la lingua tradizionale con i "clic". La tenda Nama tipica, detta |haru ("|" è uno dei caratteri che vengono usati nell'alfabeto latino per rappresentare una delle consonanti-clic) rivela l'origine nomade del popolo: protegge dalle intemperie ma è estremamente facile da smontare e rimontare.
Nel 2015, a cento anni dalla fine del dominio coloniale tedesco, esponenti Nama e Herero presentarono una petizione al Presidente della Repubblica Federale, Joachim Gauck, che riconobbe la responsabilità delle atrocità commesse dalla Germania nei confronti della Namibia e dei suoi abitanti. Il 28 maggio 2021, la Germania per la prima volta ha riconosciuto di aver commesso "un genocidio" contro le popolazioni degli Herero e dei Nama in Namibia durante l'era coloniale e donerà al Paese africano 1,1 miliardi di euro (circa 17 miliardi di dollari namibiani) in aiuti allo sviluppo. Tale somma verrà corrisposta nell'arco di 30 anni, secondo fonti vicine alle trattative, e dovrà avvantaggiare in primo luogo i discendenti di queste due popolazioni.